# مارتا مینو
مارتا لوئیز مینو (انگلیسی: Martha Louise Minow؛ زادهٔ ۶ دسامبر ۱۹۵۴) استاد دانشگاه هاروارد اهل ایالات متحده آمریکا است.

## فعالیت‌ها
وی در سال‌های ۲۰۰۹ تا ۲۰۱۷ به عنوان دوازدهمین رئیس مدرسه حقوق هاروارد خدمت کرده‌است.
مارتا مینو از سال ۱۹۸۱ در دانشکده حقوق هاروارد تدریس کرده‌است جایی که دوره‌های وی شامل آیین دادرسی مدنی، قانون اساسی، حقوق خانواده، عدالت کیفری بین‌المللی، حقوق الهی، حقوق و آموزش، سازمان‌های غیرانتفاعی و کارگاه حقوق عمومی است.
وی متخصصی است در زمینه حقوق بشر و مدافعی جدی برای حقوق اقلیت‌های نژادی و مذهبی و زنان و کودکان و معلولین است. مینو در مرکز کمیسیون مطالعات استراتژیک و بین‌المللی کوزوو خدمت کرده‌است. افتخارات وی شامل جایزه عدالت برابر در سال ۲۰۱۶ و ۹ مدرک افتخاری در عرصه‌های حقوق، آموزش و نامه‌های انسانی است و نیز مدال طلای مشارکت در گفتمان عمومی توسط انجمن علمی کالج ترینیتی و عنوان‌های افتخار آمیز دیگر را دریافت کرده‌است.

## مینو و پلورالیسم
مارتا مینو مقاله ای سمبلیک در مورد پلورالیسم منتشر کرده که در این مقاله از دو حیوان روباه و خارپشت نام برده و روباه به این دلیل که راه حل‌های متعددی را برای حل مشکل می‌داند و در واقع چیزهای زیادی را می‌داند نماد پلورالیسم و خارپشت هم فقط یک راه را می‌داند به عنوان جریان مخالف پلورالیسم شناخته شده‌است. پلورالیسم حقوقی در واقع مفهومی عاریه ای از فلسفه دین است و این مفهوم با بحث‌های جان هیک در فلسفه دین بالا گرفت. سؤال اصلی پلورالیسم دینی این است که اگر تنها راه سعادت بشری فقط یک دین خاص مثل مسیحیت است پس تکلیف کار خیر بقیه افراد چه می‌شود ؟! بنابراین هیک معتقد بود نه یک دین بلکه همه ادیان می‌توانند برای پیروانشان راه رسیدن به سعادت باشد. صرف نظر از بحث‌های جدی که در فلسفه دین راجع به پلورالیسم وجود دارد در فلسفه حقوق هم گروهی معتقدند که از آنجایی که پدیده‌های جهان متکثر است ماهم باید از دید تکثر گرایانه موضوعات و پدیده‌ها را بررسی کنیم و اعمال نظری واحد بر پدیده‌های گوناگون خیالی بیش نیست و پلورالیسم حقوق به ما می‌گوید که تفاسیر متعدد از یک قانون امری طبیعی است و برای اثبات ادعای خود دلایلی از جمله اینکه ابهام‌های موجود در زبان نهایتاً به تکثر گرایی در استدلال می‌انجامد ودر سرانجام نتیجه می‌گیرد پلورالیسم حقوقی علاوه بر اینکه امری طبیعی است راه رسیدن به عدالت نیز همین پلورالیسم استدلال است چون عدالت امری نسبی و در زمان و مکان‌های مختلف تفاسیر متکثری از آن به دست می‌دهند واین همان چیزی است که پلورالیسم مبتنی بر آن است.